# 米彻姆
米彻姆是英國倫敦的一個地區，位於倫敦南部，在行政區劃上屬於默頓倫敦自治市。米查姆位於查令十字西南7.2英里（11.6）處。2011年，米查姆有人口63,393人，但其整個都市區的人口有103,298人。